# Muntzenheim
Muntzenheim település Franciaországban, Haut-Rhin megyében. Lakosainak száma 1281 fő (2022. január 1.). Muntzenheim Jebsheim, Fortschwihr, Wickerschwihr, Bischwihr, Urschenheim és Durrenentzen községekkel határos.

## Népesség
A település népességének változása:
| Lakosok száma | 1118 | 1192 | 1260 | 1257 | 1267 | 1286 | 1284 | 1283 | 1281 |
|               | 2012 | 2015 | 2016 | 2017 | 2018 | 2019 | 2020 | 2021 | 2022 |